# Dobřečov
Dobřečov (1900 Dobřičov, německy Doberseik) je vesnice, část obce Horní Město v okrese Bruntál. Nachází se asi 2,5 km na severozápad od Horního Města.
Dobřečov je také název katastrálního území o rozloze 5,6 km2.

## Název
Nejstarší doklady zachycují německé jméno Doberscheig/Doberscheik, které vzniklo úpravou staršího (písemně nedoloženého) českého Dobříkov. Jeho základem bylo osobní jméno Dobřík, domácká podoba některého jména začínajícího na Dobr- (např. Dobroslav, Dobrohost). Místní jméno znamenalo "Dobříkův majetek". Nové české jméno (Dobřečov a Dobřičov) vzniklo až v polovině 19. století hláskovou úpravou německého.

## Historie
Obyvatelé Dobřečova se živili dolováním železné rudy, prací v lese a pastevectvím. V Dobřečově byla dvoutřídní škola, obchod, pošta a hostinec. V současné době se jedná spíše o rekreační oblast s nádhernou vyhlídkou do krajiny.

### Vývoj počtu obyvatel
Počet obyvatel Dobřečova podle sčítání nebo jiných úředních záznamů:
| Rok            | 1869 | 1880 | 1890 | 1900 | 1910 | 1921 | 1930 | 1950 | 1961 | 1970 | 1980 | 1991 | 2001 |
| -------------- | ---- | ---- | ---- | ---- | ---- | ---- | ---- | ---- | ---- | ---- | ---- | ---- | ---- |
| Počet obyvatel | 575  | 565  | 542  | 505  | 467  | 433  | 419  | 217  | 162  | 74   | 66   | 32   | 33   |

1. ↑  z toho: všichni Němci; z toho 393 řím. kat., 25 starokatol., 1 bez vyzn.

V Dobřečově je evidováno 82 adres : 48 čísel popisných (trvalé objekty) a 34 čísel evidenčních (dočasné či rekreační objekty). Při sčítání lidu roku 2001 zde bylo napočteno 46 domů, z toho 14 trvale obydlených.